# 顧文綱
顧文綱（16世紀—17世紀），號肖齋，浙江紹興府上虞縣人，明朝軍事人物。

## 生平
顧文綱曾祖顧漢升，本生祖父顧燦，養祖父顧瑗，父親通州衛經歷顧汴，母親劉氏，讀書能過目成誦，擅長作詩賦表明志向，後自北直隸武驤衛籍武庠生中萬曆二十五年（1697年）的武舉人，二十九年（1601年）中武進士，獲授瀝海千戶所鎮撫，陞任北京西北把總、懷來衛守備、北京巡馬都司，在任內去世。
顧文綱娶桂林夏氏生下兒子顧承元，中三科武舉而授參將，在遵化殉難。

## 引用
1. 1 2  《上虞西華顧氏宗譜·卷四·宗賢傳》：宜五公，名文綱，號肖齋，係中宅四房澐二公季子，天生羣書過目成誦，善作詩賦以明志，登萬厯辛丑科武進士，累官至都司，聰明過用，不克有終。其子承元，三科武舉，忠勇俠烈，欽授參將，殉難於遵化，亦為國捐軀者也。
2. ↑  《上虞西華顧氏宗譜·卷三·武科志》：宜五公，諱文綱，號肖齋，係中宅四房澐二公季子，由北直武驤衛籍武庠生中萬厯庚子 按系表作丁酉，備考 科武舉人，登辛丑科武進士。初除瀝海所鎮撫，轉北京把總，陞懷來守備，又陞北京巡馬都司，卒於官。
3. ↑  《上虞西華顧氏宗譜·卷二十二·中宅四房十三世至二十八世》：深二 雅四公次子 名漢升，字文高，號存哲，娶朱氏生二子一女…… 采一 名燦，字汝光……側室謝氏生一子，出繼弟采四為嗣…………采四 名瑗，字汝堅，號慎愛萱……以兄采一次子澐二入繼為嗣…… 澐二 繼 諱汴，字德澄，號慎齋，任直隸沙河縣縣丞，陞北京通州衛經歷……側室劉氏生三子……宜五 諱文綱，號肖齋，由北直武驤衛籍中萬厯丁酉武舉，登辛丑科武進士。初任瀝海所鎮撫，陞北京西北把總，又陞懷來守備，又陞北京巡馬都司。娶桂林夏氏，生一子一女。……